# Oliver Højer
Oliver Højer, né le 24 janvier 2007 à Copenhague au Danemark, est un footballeur danois qui évolue au poste de milieu central au FC Copenhague.

## Biographie

### En club
Né à Copenhague au Danemark, Oliver Højer est notamment formé par le FC Copenhague. Le 22 janvier 2024 il signe un nouveau contrat avec son club formateur.
Il marque joue son premier match en professionnel face au FC Bruno's Magpies le 25 juillet 2024, lors d'une rencontre de Ligue Conférence de l'UEFA. Il entre en jeu à la place de Magnus Mattsson et son équipe s'impose par trois buts à zéro.
Le 11 août 2024, Højer joue son premier match de première division danoise face à SønderjyskE. Il entre en jeu et son équipe l'emporte par deux buts à zéro.
Højer obtient le premier trophée de sa carrière en participant au seizième titre de champion du Danemark du FC Copenhague lors de la saison 2024-2025.

### En sélection
Oliver Højer représente le Danemark en sélection. Il commence avec les moins de 16 ans, jouant deux matchs en 2022.

## Vie privée
Oliver Højer est le fils de Lars Højer (en), ancien footballeur ayant joué pour le FC Copenhague. Il a également un frère qui est lui aussi footballeur, Casper Højer (en).

### En club
FC Copenhague
- Championnat du Danemark (1) :
  - Champion : 2024-25.